# Scrancia leucopera
Scrancia leucopera är en fjärilsart som beskrevs av George Francis Hampson 1910. Scrancia leucopera ingår i släktet Scrancia och familjen tandspinnare. Inga underarter finns listade.